# Pasquale Pozzessere
Pasquale Pozzessere (Lizzano, 1957) è un regista, sceneggiatore e produttore cinematografico italiano.

## Biografia
Nato nel 1957, si trasferisce con la famiglia a Roma verso la fine degli anni sessanta e si dedica al cinema dopo avere abbandonato gli studi universitari di medicina. Assistente alla regia di Pupi Avati e aiuto-regista di Francesco Maselli, collabora alla trasmissione di Rai 3 Chi l'ha visto? e dirige alcuni cortometraggi e documentari, tra cui Altre voci e Le sirene di carta. Nel 1991 apre una società di produzione, la Demian film, con la quale produce e realizza il suo primo lungometraggio, Verso sud, presentato al Festival del Cinema di Venezia del 1992.
Tra i suoi film successivi si ricordano Padre e figlio, 1994, incentrato sul lacerante rapporto fra due generazioni in conflitto, Testimone a rischio, 1997, ispirato alla storia vera di Pietro Nava, testimone oculare di un delitto mafioso, La porta delle 7 stelle, 2005, viaggio interiore ambientato tra Roma, Serbia e India, e Cocapop, 2010, tre storie parallele di dipendenza da cocaina. Per la televisione, ha girato nel 1999 La vita che verrà, nel 2005 Lucia e nel 2006 La provinciale.

## Filmografia

### Cinema
- Altre voci (1990) - Regia, sceneggiatura - Cortometraggio
- Le sirene di carta (1991) - Regia, sceneggiatura  (documentario)
- Verso sud (1992) - Regia, sceneggiatura
- Padre e figlio (1994) - Regia, sceneggiatura
- Testimone a rischio (1997) - Regia, sceneggiatura
- La porta delle 7 stelle (2005) - Regia, sceneggiatura
- Cocapop (2010) - Regia, sceneggiatura

### Televisione
- La vita che verrà (1999) - Regia (4 puntate)
- Lucia (2005) - Regia - Film TV
- La provinciale (2006) - Regia (2 puntate) - miniserie televisiva